# スリジエ
スリジエ（cerisier）は、2017年12月に結成された女性アイドルグループ。所属事務所はドリームプロジェクト。グループ名の「スリジエ」はフランス語で「桜」の意。

## 概要
- 「1万人の中から選ばれた正統派美少女アイドルグループ」と銘打っている[1]。
- スリジエ月組、星組、宙組、スリジエWEST天組、雲組、その他候補生、DJから構成されている。
- デビュー時に披露された楽曲の作詞・作曲はYANAGIMAN、衣装はPINK-latteがプロデュースしている。
- 基本は仮面女子CAFE、仮面女子シアターでの活動を行っている。
- 2019年8月より、「cerisier」という選抜メンバーによる派生ユニットが構成されている。2022年1月からは「G☆2☆L」、「ちあっちゃ↑」、「スリジエスタ」という派生ユニットも構成されている。
- 2022年4月からは「ベリー7」、「メイビー8」という2ユニット構成も併設されている。
- 2023年1月より、新規昇格者の各ユニットへの所属がなくなり、事実上ユニットが廃止されている。
- 2023年2月より、「カタクリ娘（コ）伝説」という選抜メンバーによる派生ユニットが構成されている。
- 2023年3月25日をもってスリジエWEST（天組、雲組、スリジエWEST候補生）が解散。メンバーの一部は「シンセカイヒーロー」に移籍。

- 2023年9月26日をもってスリジエ（月組、星組、宙組、スリジエ候補生）が活動休止。メンバーは「カタクリ娘（コ）伝説」と「メノニューイヤー」に移籍。
- 2024年4月28日をもって「カタクリ娘（コ）伝説」が解散。

## 略歴
2017年
- 4月1日 - ドリームアイドルプロジェクトとして新しいアイドルグループのメンバー募集を開始
- 5月21日 - 東京（青山）と大阪にて公開二次審査を開催[2]
- 11月9日 - 新ユニットのメンバー発表。ユニット名が「スリジエ～cerisier～」に決定「[3]
- 12月10日 - スリジエが仮面女子CAFEにてデビューライブを開催[4]。スリジエWESTが仮面女子シアターにてデビューライブを開催[5]

2018年
- 2月21日 - 1stシングル「You are No.1 / スタートライン」を発売
- 4月5日 - FMやまとにて冠ラジオ番組「スリジエStyle」放送開始
- 7月1日 - 初組閣 - 虹組が新設され、月組、星組、宙組と合わせて4ユニット（Westを合わせると6ユニット）体制に移行[6]
- 8月7日 - オーシャンユニット曲「Get Over」初披露
- 8月8日 - 宙組ユニット曲「diary」初披露
- 10月9日 - 2度目の組閣[7]
- 10月30日 -「ジョバンニ☆」初披露
- 11月13日 -「春風☆プリエール」初披露
- 11月20日 -「クジラの眠る星空に」初披露
- 11月23日 - Zepp DiverCityにて1stワンマンライブ開催 - 「憧憬（あこが）れロマンチック」初披露[8]、2ndシングル「トレジャーハンター / 恋の呪文 ～スリジエ～」を発売

2019年
- 2月13日 -「叩き上げガール」初披露
- 3月8日 -「未来インビテーション」初披露
- 3月15日 - 3rdシングル「ジョバンニ☆ / Dramaticな恋じゃなくていい」を発売
- 4月2日 - 3度目の組閣 - 風組が新設され、5ユニット（Westを合わせると7ユニット）体制に移行【超組閣】[9]
- 6月5日 -「Berry Days」初披露
- 6月25日 - 星組ユニット曲「さくらエール」初披露
- 6月28日 - 虹組ユニット曲「初恋とアレルギー」、月組ユニット曲「サマーシーサイドストーリー」初披露
- 7月2日 - 風組ユニット曲「ほろにがジャスミンティ」、宙組ユニット曲「真夏のカレの落とし方」初披露
- 7月3日 - 天組ユニット曲「君は春でした」初披露
- 7月4日 - 雲組ユニット曲「フライングサマー!」初披露
- 7月15日 - 品川プリンスステラボールにて2ndワンマンライブ開催 - スリジエ候補生ユニット曲「TREASURE GREEN」初披露
- 8月6日 - 劇場公演にて「超重大発表」が行われ、東西混合選抜メンバーによる新ユニット「cerisier」の結成を発表。メンバーは山本あこ、青葉桃花、霞もか、桜井音、愛葵さくら、大山実玖里、天草りんね

- 10月21日 -「パンプキン☆パーティ」初披露
- 11月25日 -「カゲボウシ」初披露
- 12月05日 -「眠りの森のマリオネット」初披露
- 12月21日 -「ダイジョーブ!」初披露
- 12月25日 -「メイビージュエリー」初披露

2020年
- 1月13日 -「バニラビ!!」初披露
- 1月15日 - cerisier名義にて4thシングル「憧憬れロマンチック / クジラの眠る星空に」を発売
- 2月18日 - 組閣発表（東京）[10]
- 3月3日 -「泡ユキ電車」初披露。天草りんねの卒業に伴い、cerisierに霧島花が加入

- 3月4日 - コロナ禍により定期公演休止（03月19日まで）
- 3月16日 - 七代目トッピングガールズのメンバーとして、茜紬うた、野﨑ゆりか、山本あこ、中丸葵が選出された（仮面女子からは、小島夕佳、涼邑芹、森下舞桜が選出された）[11]
- 3月24日 - コロナ禍により定期公演休止（06月30日まで）
- 7月26日 -「春待つスプラウト」初披露
- 10月28日 -「MIAO!MIAO!MIAO!」初披露
- 11月7日 - スリジエ候補生ユニット曲「全力プレーボール」初披露
- 12月30日 - コロナ禍により定期公演休止（2021年03月21日まで）

2021年
- 4月25日 - コロナ禍により定期公演休止（5月22日まで）
- 4月28日 - 5thシングル「未来インビテーション / さくらエール」を発売
- 5月30日 - 組閣発表（東京）[12]
- 7月22日 - コロナ禍により定期公演休止（08月03日まで）
- 10月10日 - 組閣発表（大阪）[13]。スリジエWESTユニット曲「さよなら我爱你（うぉーあいにー）」初披露

- 10月16日 - 山本あこ（月組）の契約解除を発表[14]。
- 12月21日 - 6thシングル「メイビージュエリー / 泡ユキ電車」を発売

2022年
- 1月8日 - KT Zepp Yokohamaにて3rdワンマンライブ開催 - 派生ユニット「G☆2☆L」の結成を発表、同日初披露。メンバーはMomoka（青葉桃花）、AOI（中丸葵）、Aya（大神彩）、HONON（椿原ほのん）、uta（茜紬うた）。AOIの卒業後はRAMU（葉月らむ）が加入することも発表

- 1月14日 - コロナ禍により定期公演休止（01月30日まで）
- 2月4日 - コロナ禍により定期公演休止（02月18日まで）
- 4月1日 - 2チーム編成（メイビー8、ベリー7）での活動を並行して行うことを発表[15]
- 4月3日 - 2つ目の派生ユニット「ちあっちゃ↑」の結成を発表（この時点ではユニット名未発表）。メンバーは田中玲衣奈、仲瀬カナタ、赤嶺沙奈、熊原杏、日向なお

- 4月17日 - 派生ユニット「ちあっちゃ↑」初披露
- 4月27日 - 3つ目の派生ユニット派生ユニット「スリジエスタ」の結成を発表（この時点ではユニット名未発表）。メンバーは愛葵さくら、愛い姫、成瀬古都、野﨑ゆりか

- 5月5日 - コロナ禍により定期公演休止（05月09日まで）
- 5月28日 - 派生ユニット「スリジエスタ」初披露
- 12月1日 - 2023年3月25日をもってスリジエWESTを解散することを発表[16]。
- 12月10日 - カラオケJOYSOUNDにて「未来インビテーション」「メイビージュエリー」の配信開始[17]。
- 12月19日 -「I Believe」初披露

2023年
- 5月24日 -「君色リフレクション」初披露
- 8月10日 - 2023年9月26日のラストライブをもって活動休止することを発表[18]。
- 9月26日 - ラストライブを開催。活動休止。[19]。

## 楽曲
| 曲名                             | 作詞                                    | 作曲      | 編曲                 | 歌唱ユニット                       | 初披露                      | 備考 |
| -------------------------------- | --------------------------------------- | --------- | -------------------- | ---------------------------------- | --------------------------- | ---- |
| You are No.1                     | YANAGIMAN                               | YANAGIMAN |                      |                                    | 2017年12月10日              |      |
| スタートライン                   | YANAGIMAN                               | YANAGIMAN |                      |                                    | 2017年12月10日              |      |
| 夢ドリーム                       |                                         |           |                      |                                    | 2017年12月10日              |      |
| 恋の呪文 ～スリジエ～            |                                         |           |                      |                                    | 2017年12月10日              |      |
| ドラマティックな恋じゃなくていい | YANAGIMAN                               | YANAGIMAN | YANAGIMAN 佐々木久夫 |                                    | 2017年12月10日              |      |
| コノユビトマレ                   |                                         |           |                      |                                    | 2017年12月10日              |      |
| ミメミモメモミユメミモミ         |                                         |           |                      |                                    | 2017年12月10日              |      |
| 恋は不思議さ                     |                                         |           |                      |                                    | 2017年12月10日              |      |
| 君のそばにいるよ                 | YANAGIMAN                               | YANAGIMAN | YANAGIMAN 佐々木久夫 |                                    | 2017年12月10日              |      |
| Treasure hunter                  | YANAGIMAN                               | YANAGIMAN |                      |                                    | 2017年12月10日              |      |
| GETOVER                          | Hami                                    | 宮下浩司  | 宮下浩司             | オーシャン→星風→星組               | 2018年8月8日                |      |
| diary                            | Hami                                    | 宮下浩司  | 宮下浩司             | 宙組                               | 2018年8月8日                |      |
| ジョバンニ                       | Hami                                    | 永田雅規  | 佐々木久夫           |                                    | 2018年10月30日              |      |
| 春風☆プリエール                  | 渚りりか（仮面女子WEST）                | 永田雅規  | 佐々木久夫           |                                    | 2018年11月13日              |      |
| クジラの眠る星空に               | あいみベイダー （Chloe【DOG MONSTER】） | GAKU      | GAKU                 |                                    | 2018年11月20日              |      |
| 憧憬れロマンチック               | 山崎あおい                              | GAKU      |                      |                                    | 2018年11月23日              |      |
| 叩き上げガール                   | 山崎あおい                              | GAKU      |                      |                                    | 2019年2月13日               |      |
| 未来インビテーション             | あいみベイダー （Chloe【DOG MONSTER】） | GAKU      |                      |                                    | 2019年3月8日                |      |
| Berry Days                       | スズキユイ                              | GAKU      |                      |                                    | 2019年6月5日                |      |
| さくらエール                     | 山崎あおい                              | GAKU      |                      | 星組→スリジエ                      | 2019年6月25日               |      |
| 初恋とアレルギー                 | 山崎あおい                              | GAKU      |                      | 虹組→宙組                          | 2019年6月28日               |      |
| サマーシーサイドストーリー       | スズキユイ                              | GAKU      | JUNKI GAKU           | 月組                               | 2019年6月28日               |      |
| ほろにがジャスミンティー         | スズキユイ                              | GAKU      | JUNKI GAKU           | 風組→月組                          | 2019年7月2日                |      |
| 真夏のカレの落とし方             | 山崎あおい                              | GAKU      | GAKU                 | 宙組                               | 2019年7月2日                |      |
| 君は春でした                     | 山崎あおい                              | GAKU      |                      | 天組→スリジエWEST                  | 2019年7月3日                |      |
| フライングサマー！               |                                         |           |                      | 雲組→スリジエWEST                  | 2019年7月4日                |      |
| TREASURE GREEN                   | Chloe(DOG MONSTER)                      | 永田 雅規 |                      | スリジエ候補生・スリジエ候補生WEST | 2019年7月15日               |      |
| パンプキン☆パーティー            | GAKU                                    | GAKU      | GAKU                 |                                    | 2019年10月21日              |      |
| カゲボウシ                       | Chloe(DOG MONSTER)                      | GAKU      | JUNKI GAKU           |                                    | 2019年11月25日              |      |
| 眠りの森のマリオネット           | 山崎あおい                              | GAKU      | GAKU JUNKI           |                                    | 2019年12月5日               |      |
| ダイジョーブ!                    | スズキユイ                              | GAKU      | JUNKI GAKU           |                                    | 2019年12月21日              |      |
| メイビージュエリー               | 山崎あおい                              | GAKU      | JUNKI GAKU           |                                    | 2019年12月25日              |      |
| バニラビ!!                       | Chloe(DOG MONSTER)                      | GAKU      | JUNKI GAKU           |                                    | 2020年1月13日               |      |
| 泡ユキ電車                       | 山崎あおい                              | GAKU      | JUNKI GAKU           |                                    | 2020年3月3日                |      |
| 春待つスプラウト                 | 山崎あおい                              | GAKU      | GAKU                 |                                    | 2020年7月26日               |      |
| MIAO!MIAO!MIAO!                  | 山崎あおい                              | GAKU      | JUNKI                |                                    | 2020年10月28日              |      |
| 全力プレーボール                 | スズキユイ                              | GAKU      | GAKU                 | スリジエ候補生・スリジエ候補生WEST | 2020年11月07日              |      |
| さよなら我爱你                   | Hami                                    | 楠橋伸哉  | 野村慶一郎           | スリジエWEST                       | 2021年10月10日              |      |
| I Believe                        | YANAGIMAN,スリジエ&ファン一同           | YANAGIMAN | YANAGIMAN            |                                    | 2022年12月19日              |      |
| 君色リフレクション               | 渚りりか                                | 楠橋伸哉  | 佐々木久夫           | スライムガールズWEST→スリジエ      | 2017年8月13日 2023年5月24日 |      |

## メンバー（east）
2023年9月26日のラストライブを持ってスリジエは活動休止となった。

### 月組
| 氏名 | よみ | 誕生日 | 担当カラー | 愛称 | 出身地 | 備考 |
| ---- | ---- | ------ | ---------- | ---- | ------ | ---- |

### 星組
| 氏名 | よみ | 誕生日 | 担当カラー | 愛称 | 出身地 | 備考 |
| ---- | ---- | ------ | ---------- | ---- | ------ | ---- |

### 宙組
| 氏名 | よみ | 誕生日 | 担当カラー | 愛称 | 出身地 | 備考 |
| ---- | ---- | ------ | ---------- | ---- | ------ | ---- |

### ユニット未加入
2023年1月30日昇格メンバーについては当面所属ユニットへの振り分けは行われず活動すると発表されている。2023年9月26日のスリジエ活動休止によりユニット未加入者は不在となった。
| 氏名 | よみ | 誕生日 | 担当カラー | 愛称 | 出身地 | 備考 |
| ---- | ---- | ------ | ---------- | ---- | ------ | ---- |

### 2チーム編成
各メンバーの詳細については、ユニット（月組、星組、宙組、ユニット未加入）の情報を参照のこと。2023年9月26日のスリジエ活動休止により2チーム編成は消滅した。

#### メイビー8：元メンバー
| 名前       | よみ             | 編成加入日     |
| ---------- | ---------------- | -------------- |
| 田中玲衣奈 | たなかれいな     | 2022年04月01日 |
| 椿原ほのん | つばきはらほのん | 2022年04月01日 |
| 大神彩     | おおがみあや     | 2022年04月01日 |
| 野﨑ゆりか | のざきゆりか     | 2022年04月01日 |
| 波澄あいる | はずみあいる     | 2023年02月02日 |

#### ベリー7：元メンバー
| 名前         | よみ             | 編成加入日     |
| ------------ | ---------------- | -------------- |
| 愛い姫       | あいき           | 2022年04月01日 |
| 仲瀬カナタ   | なかせかなた     | 2022年04月01日 |
| 赤嶺沙奈     | あかみねさな     | 2022年04月01日 |
| 葉月らむ     | はづきらむ       | 2022年04月01日 |
| 日向なお     | ひなたなお       | 2022年04月01日 |
| 神楽坂りえる | かぐらざかりえる | 2023年02月02日 |
| 花田菜穂     | はなだなほ       | 2023年02月02日 |

### スリジエ候補生
| 氏名 | よみ | 誕生日 | 担当カラー | 愛称 | 出身地 | 備考 |
| ---- | ---- | ------ | ---------- | ---- | ------ | ---- |

### 虹組：元メンバー
虹組は2018年7月1日にスリジエ候補生：フラワーを母体として新設され、2018年8月11日より活動を開始した。2020年2月19日のユニット再編成により消滅した。なおコロナ禍によりユニット再編成が遅れ、虹組としての最終活動日は2020年7月23日となった。
| 氏名       | よみ           | 活動時期                | 再編成後の所属等 |
| ---------- | -------------- | ----------------------- | ---------------- |
| 永田幸衣   | ながたゆい     | 2018/10/21 - 2019/05/14 | 風組             |
| 星木エマ   | ほしきえま     | 2018/10/21 - 2020/07/23 | 月組             |
| 桜井音     | さくらいおと   | 2018/08/11 - 2020/07/23 | 宙組             |
| 花咲ヒアラ | はなさきひあら | 2018/08/11 - 2020/07/23 | 宙組             |
| 塩野むーん | しおのむーん   | 2018/08/11 - 2020/07/23 | 宙組             |
| 南希美     | みなみのぞみ   | 2018/08/11 - 2020/07/23 | 月組             |
| 夏野りん   | なつのりん     | 2018/08/11 - 2020/07/23 | 星組             |

### 風組：元メンバー
風組は2019年4月2日に新設され、2019年5月15日より活動を開始した。2020年2月19日のユニット再編成により消滅した（コロナ禍によりユニット再編成が遅れ、風組としての最終活動日は2020年7月23日となった）。
| 氏名       | よみ         | 活動時期                | 再編成後の所属等               |
| ---------- | ------------ | ----------------------- | ------------------------------ |
| 田中玲衣奈 | たなかれいな | 2019/05/15 - 2020/07/23 | 月組                           |
| 愛葵さくら | ひまりさくら | 2019/05/15 - 2020/07/23 | 月組                           |
| 赤嶺沙奈   | あかみねさな | 2019/05/15 - 2020/07/23 | 星組                           |
| 野﨑ゆりか | のざきゆりか | 2019/05/15 - 2020/07/23 | 宙組                           |
| 加音綾那   | かのんあやな | 2019/05/15 - 2020/07/23 | 星組                           |
| 永田幸衣   | ながたゆい   | 2019/05/15 - 2020/07/23 | 月組（活動実績なしのまま卒業） |

### 卒業者（正規昇格者）
| 氏名         | よみ             | 誕生日         | 活動時期                                                | 担当カラー | 愛称                     | 出身地   | 最終所属ユニット等 |
| ------------ | ---------------- | -------------- | ------------------------------------------------------- | ---------- | ------------------------ | -------- | --- |
| 田中玲衣奈   | たなかれいな     | 2000年10月31日 | 2017年12月10日 - 2023年09月26日                         | 赤         | れいれい                 | 東京都   | 月組（リーダー）、メイビー8メンバー、ちあっちゃ↑メンバー、カタクリ娘(コ)伝説メンバー、トッピングガールズ（2023）メンバー→カタクリコ（娘）伝説（～2024年04月28日）                                                                                   |
| 愛い姫       | あいき           | 2003年04月19日 | 2020年10月24日 - 2023年09月26日                         | 紫         | あいきんまん             | 東京都   | 月組、スリジエスタメンバー、ベリー7メンバー、スープ☆ガールズ（2023）メンバー、落花生娘メンバー→メノニューイヤー（～2025年02月22日） |
| 大神彩       | おおがみあや     | 1999年07月05日 | 2018年08月11日 - 2023年09月26日                         | 白         | あやちゃん               | 福岡県   | 星組（2022年02月04日よりグループリーダー）、G☆2☆Lメンバー（～2023年07月22日）、メイビー8メンバー、カタクリ娘(コ)伝説メンバー、トッピングガールズ（2023）メンバー、元「SO.ON プロジェクト」東京支部リーダー→カタクリコ（娘）伝説（～2024年04月28日） |
| 野﨑ゆりか   | のざきゆりか     | 2000年10月29日 | 2017年12月10日 - 2023年09月26日                         | ピンク     | ゆりゆり・うぱちゃん     | 千葉県   | 宙組（2022年08月17日より副グループリーダー）、七代目トッピングガールズメンバー、スリジエスタメンバー、メイビー8メンバー、カタクリ娘(コ)伝説メンバー、トッピングガールズ（2023）メンバー→カタクリコ（娘）伝説（～2024年04月28日）                    |
| 日向なお     | ひなたなお       | 1996年09月03日 | 2017年12月10日 - 2023年09月26日                         | 水色       | なおちゃん               | 東京都   | 宙組、ちあっちゃ↑メンバー、ベリー7メンバー、スープ☆ガールズ（2023）メンバー、落花生娘メンバー→メノニューイヤー |
| 神楽坂りえる | かぐらざかりえる | 2008年03月21日 | 2021年10月02日 - 2023年09月26日                         | 緑         | りえる                   | 長野県   | スリジエ、ベリー7メンバー、スープ☆ガールズ（2023）メンバー、落花生娘メンバー→メノニューイヤー |
| 波澄あいる   | はずみあいる     | 2006年12月11日 | 2018/08/11 - 2018年11月10日 2022/07/31 - 2023年09月26日 | 紫         | あいるん                 | 東京都   | スリジエ、メイビー8メンバー、カタクリ娘(コ)伝説メンバー、トッピングガールズ（2023）メンバー→カタクリコ（娘）伝説（～2024年04月28日） |
| 葉月らむ     | はづきらむ       | 1997年01月14日 | 2017年12月10日 - 2023年08月31日                         | オレンジ   | らむちぃ                 | 埼玉県   | 星組、G☆2☆Lメンバー（～2023年07月22日）、ベリー7メンバー |
| 花田菜穂     | はなだなほ       | 1997年04月19日 | 2021年09月12日 - 2023年08月31日                         | オレンジ   | なほちゃん               | 東京都   | スリジエ、ベリー7メンバー、スープ☆ガールズ（2023）メンバー、落花生娘メンバー |
| 椿原ほのん   | つばきはらほのん | 2002年01月30日 | 2017年12月10日 - 2023年07月24日                         | 水色       | ほのんちゃん・ぽんちゃん | 神奈川県 | 星組、G☆2☆Lメンバー（～2023年07月22日）、メイビー8メンバー、スープ☆ガールズ（2023）メンバー、落花生娘メンバー |
| 夢咲りさ     | ゆめさきりさ     | 2002年04月25日 | 2023年06月08日 - 2023年07月07日                         | オレンジ   |                          | 岐阜県   | スリジエ、落花生娘メンバー、2023年12月31日退所 |
| 仲瀬カナタ   | なかせかなた     | 1996年02月23日 | 2017年12月10日 - 2023年05月15日                         | 緑         | カナタ                   | 秋田県   | 星組、ちあっちゃ↑メンバー、ベリー7メンバー、スープ☆ガールズ（2023）メンバー、落花生娘メンバー（～2023年06月04日） |
| 赤嶺沙奈     | あかみねさな     | 1995年12月14日 | 2017年12月10日 - 2023年04月30日                         | 黄色       | さなっぴ                 | 東京都   | 星星組、ちあっちゃ↑、ベリー7、スープ☆ガールズ（2023）、元虹色幻想曲メンバー、元プティパメンバー |
| 愛葵さくら   | ひまりさくら     | 2004年08月13日 | 2018年08月11日 - 2023年04月06日                         | 黄色       | さくちゃん・さくさく     | 東京都   | 月組、cerisier、メイビー8、スリジエスタ |
| 花咲ヒアラ   | はなさきひあら   | 2005年04月26日 | 2017年12月10日 - 2023年03月30日                         | 赤         | ひーちゃん・ヒアラ       | 東京都   | 宙組 |
| 熊原杏       | くまばらあん     | 1993年03月12日 | 2018年08月11日 - 2023年03月30日                         | 緑         | あんちゃん               | 兵庫県   | 宙組、ちあっちゃ、ベリー7 |
| 塩野むーん   | しおのむーん     | 2007年07月19日 | 2017年12月10日 - 2023年02月24日                         | 紫         | むーんちゃん             | 山形県   | 宙組 |
| 成瀬古都     | なるせこと       | 1997年04月13日 | 2017年12月10日 - 2022年10月30日                         | ピンク     | こっとん                 | 兵庫県   | 星組、メイビー8（～2022年10月30日）、スリジエスタ（～2022年12月31日） |
| 茜紬うた     | あづみうた       | 1996年06月24日 | 2017年12月10日 - 2022年08月16日                         | 紫         | うたち                   | 鹿児島県 | 宙組、七代目トッピングガールズ、メイビー8（～2022年08月16日）、G☆2☆L（～2022年12月31日）、退所日は2023年11月30日 |
| 桜井音       | さくらいおと     | 2005年09月23日 | 2017年12月10日 - 2022年08月15日                         | 黄色       | おとちゃん               | 神奈川県 | 宙組、cerisier |
| 黒咲りあん   | くろさきりあん   | 2007年11月09日 | 2018年10月01日 - 2022年07月31日                         | オレンジ   | りあん                   | 東京都   | 宙組 |
| 霞もか       | かすみもか       | 1996年02月06日 | 2017年12月10日 - 2022年06月30日                         | 紫         | もかちゃん・もかまろ     | 静岡県   | 星組、cerisier、メイビー8 |
| 美南衣里     | みなみえり       | 1997年04月21日 | 2018年08月11日 - 2022年06月19日                         | ピンク     | えりちゃん・えんりー     | 大阪府   | 月組、ベリー7 |
| 石原由梨奈   | いしはらゆりな   | 2001年03月13日 | 2017年12月10日 - 2022年05月03日                         | 水色       | ゆりな                   | 千葉県   | 宙組 |
| 青葉桃花     | あおばももか     | 1995年09月07日 | 2017年12月10日 - 2022年03月22日                         | 青         | ばも・ばもも             | 東京都   | 星組、cerisier、G☆2☆L（～2023年07月22日） |
| 中丸葵       | なかまるあおい   | 1996年08月07日 | 2017年12月10日 - 2022年02月03日                         | 青         | あおいちゃん・まるふぉい | 埼玉県   | 月組、G☆2☆L（～2022年01月08日）、七代目トッピングガールズ |
| 白咲桃       | しらさきもも     | 1999年09月17日 | 2017年12月10日 - 2021年10月16日                         | 白         | ももちゃん               | 埼玉県   | 宙組 |
| 山本あこ     | やまもとあこ     | 2003年04月28日 | 2017年12月10日 - 2021年10月16日                         | 白         | あこ・あこまる           | 新潟県   | 月組、cerisier、七代目トッピングガールズ |
| 南希美       | みなみのぞみ     | 2007年12月17日 | 2017年12月10日 - 2021年08月15日                         | 水色       | のんちゃん               | 茨城県   | 月組 |
| 菅田音杏     | すげたねあ       | 1999年07月30日 | 2017年12月10日 - 2021年05月29日                         | 赤         | ねあちん                 | 神奈川県 | 星組、元キラキラ六本木女学院メンバー |
| 加音綾那     | かのんあやな     | 1996年03月12日 | 2017年12月10日 - 2021年05月09日                         | 水色       | かのん・あやな           | 埼玉県   | 星組、元littlemoreメンバー、元GAL DOLLメンバー |
| 林りよん     | はやしりよん     | 2000年03月08日 | 2018年03月04日 - 2021年03月31日                         | 青         | りよん                   | 神奈川県 | 宙組 ※卒業・退所の正式発表なし |
| 永田幸衣     | ながたゆい       | 2004年02月06日 | 2018年08月11日 - 2021年03月31日                         | 青         | ゆってぃ                 | 埼玉県   | 月組（ただし月組での活動実績はなく、最終活動は風組となる） |
| 星木エマ     | ほしきえま       | 2005年06月06日 | 2017年12月10日 - 2021年02月20日                         | オレンジ   | エマちゃん               | 埼玉県   | 月組 ※卒業・退所の正式発表なし |
| 吉井あずさ   | よしいあずさ     | 1999年02月01日 | 2017年12月10日 - 2020年11月21日                         | オレンジ   | あずぅ・あずさ・じゃけぇ | 広島県   | 宙組、元MAX♡GIRLSメンバー |
| 英未希       | はなぶさみき     | 1997年12月10日 | 2017年12月10日 - 2020年10月31日                         | 紫         | みきんぷ・みきてぃ       | 埼玉県   | 月組 |
| 夏野りん     | なつのりん       | 2006年06月02日 | 2017年12月10日 - 2020年10月31日                         | 黄色       | りんちゃん               | 東京都   | 星組 |
| 徳守野乃     | とくもりのの     | 2002年09月01日 | 2017年12月10日 - 2020年09月19日                         | 紫         | のの                     | 東京都   | 月組 |
| 森崎志桜里   | もりさきしおり   | 1995年07月31日 | 2017年12月10日 - 2020年01月26日                         | オレンジ   | しおりん                 | 埼玉県   | 星組、元シブヤDOMINIONメンバー |
| 才川つむぎ   | さいかわつむぎ   | 1996年03月26日 | 2017年12月10日 - 2019年09月12日                         | 緑         | つむちゃん               | 富山県   | 月組 ※卒業・退所の正式発表なし |
| 姫乃さや     | ひめのさや       | 2000年09月03日 | 2017年12月10日 - 2019年07月25日                         | 赤         | ぴめ・おさや             | 神奈川県 | 宙組 |
| 神崎実穂     | かんざきみほ     | 1999年06月22日 | 2017年12月10日 - 2019年06月16日                         | 白         | みほん                   | 埼玉県   | 星組 |
| 石原伽恋     | いしはらかれん   | 2000年12月22日 | 2017年12月10日 - 2019年06月07日                         | ピンク     | かれん                   | 東京都   | 宙組 |
| 朝日奈えみ   | あさひなえみ     | 1995年09月13日 | 2017年12月10日 - 2019年05月03日                         | 緑         | えみりー                 | 千葉県   | 宙組 |
| 希咲輝星     | きさききほ       | 2003年07月28日 | 2017年12月10日 - 2019年01月26日                         | ピンク     | ききき・きほ             | 東京都   | 月組 |
| 香川ことみ   | かがわことみ     | 2001年11月05日 | 2018年08月08日 - 2018年12月15日                         | 水色       | ことみん                 | 岐阜県   | 宙組 |
| 永澤由羅     | ながさわゆら     | 2005年01月25日 | 2017年12月10日 - 2018年09月05日                         | 水色       | ゆら・ゆらもち           | 埼玉県   | 宙組 |
| 鈴木チャリ   | すずきちゃり     | 1996年10月20日 | 2017年12月10日 - 2018年04月24日                         | 黄色       | チャリ                   | 長崎県   | 月組 |
| 志月星无     | しづきせな       | 1992年04月16日 | ステージデビューせず                                    | 紫         | せな姉                   | 岩手県   | 宙組 |

### 卒業者（候補生）
| 氏名           | よみ             | 誕生日         | 活動時期                        | 担当カラー | 愛称                   | 出身地   | 最終所属ユニット |
| -------------- | ---------------- | -------------- | ------------------------------- | ---------- | ---------------------- | -------- | --- |
| ほづき         | ほづき           | 2012年09月27日 | 2021年12月26日 - 2023年08月31日 | 黄色       |                        | 千葉県   | 候補生 |
| 仁原采         | にのはらうね     | 1997年03月12日 | 2020年09月01日 - 2023年03月31日 | 緑         |                        | 青森県   | 候補生 |
| 相川かなで     | あいかわかなで   | 2006年09月13日 | 2021年12月26日 - 2023年02月07日 | 水色       |                        | 千葉県   | 候補生 |
| 桜木ナミ       | さくらぎなみ     | 1998年04月28日 | 2021年09月12日 - 2022年07月21日 | ピンク     |                        | 大分県   | 候補生 |
| 碧月すい       | みづきすい       | 2003年09月13日 | 2021年12月26日 - 2022年05月14日 | 紫         |                        |          | 候補生 |
| 白石美海       | しらいしみうな   | 2007年11月16日 | 2021年09月12日 - 2022年03月31日 | 白         |                        | 埼玉県   | 候補生 |
| 橋本心音       | はしもとここね   | 1998年10月06日 | 2020年09月01日 - 2021年04月14日 | 青         |                        | 山形県   | 候補生 |
| 来栖ここあ     | くるすここあ     | 1996年11月20日 | 2020年09月01日 - 2021年03月31日 | ピンク     |                        | 福岡県   | 候補生 |
| 山下陽莉       | やましたひなり   | 2001年11月12日 | 2019年06月12日 - 2021年03月31日 | オレンジ   | ひな                   | 東京都   | 候補生 |
| 吉乃苺香       | よしのいちか     | 1999年01月03日 | 2019年06月12日 - 2021年03月22日 | 赤         |                        | 兵庫県   | 候補生 |
| 愛川りら       | あいかわりら     | 1999年09月16日 | 2017年12月10日 - 2020年11月07日 | 白         | りらるん・りらっちゃん | 神奈川県 | 候補生、元PrincessGardenメンバー、元CANDYⅡSTRIPEメンバー、後にPrincessGarden-2GN-、#ワールドカオス、戦国アニマル極楽浄土へ |
| 桜矢穏空       | おおやしずく     | 2004年08月22日 | 2018年10月01日 - 2020年09月05日 | 水色       | しずきゅん             | 東京都   | 候補生→仮面女子（アーマーガールズ）                                                                                        |
| 櫻田玲音       | さくらだれいん   | 2004年09月10日 | 2017年12月10日 - 2020年08月15日 | 青         |                        | 神奈川県 | 候補生 |
| 彩瀬くるみ     | あやせくるみ     | 1993年12月25日 | 2017年12月10日 - 2020年07月22日 | ピンク     |                        | 群馬県   | 候補生 |
| 秋本芽依       | あきもとめい     | 1997年05月31日 | 2018年08月11日 - 2019年12月31日 | オレンジ   |                        | 埼玉県   | ツリー |
| 椎名真暉       | しいなまき       | 1998年08月10日 | 2019年06月12日 - 2019年11月26日 | 青         |                        | 千葉県   | 候補生 |
| 夕姫さあな     | ゆうきさあな     | 2002年04月26日 | 2017年12月10日 - 2019年07月10日 | 黄色       | さあな                 | 東京都   | オーシャン |
| 古川雅         | ふるかわみやび   | 2000年10月28日 | 2018年10月01日 - 2019年05月14日 | 青         |                        | 宮城県   | ツリー→スライムガールズ |
| 古木りこ       | ふるきりこ       | 2000年06月07日 | 2017年12月10日 - 2019年03月31日 | 紫         |                        | 埼玉県   | ホライズン |
| 優月聖羅       | ゆづきせいら     | 1997年08月11日 | 2017年12月10日 - 2019年03月29日 | オレンジ   |                        | 群馬県   | オーシャン |
| 増田奈々       | ますだなな       | 2004年07月07日 | 2017年12月10日 - 2019年01月19日 | 青         | ますなん               | 神奈川県 | ホライズン |
| 元坂愛莉       | もとさかあいり   | 2004年06月09日 | 2017年12月10日 - 2019年01月16日 | 黄色       |                        | 神奈川県 | ホライズン |
| 綾瀬乙葉       | あやせおとは     | 1997年05月20日 | 2017年12月10日 - 2018年12月19日 | 赤         | おとぱ                 | 茨城県   | ホライズン→仮面女子候補生                                                                                                  |
| 中村柚月       | なかむらゆづき   | 1992年07月31日 | 2017年12月10日 - 2018年12月19日 | 緑         | ゆずっきー             | 兵庫県   | オーシャン→仮面女子候補生                                                                                                  |
| 室﨑妃葵       | むろざきひまり   | 1995年06月29日 | 2017年12月10日 - 2018年12月19日 | 黄色       |                        | 神奈川県 | オーシャン |
| 宮川姫歌       | みやかわきいか   | 2002年10月19日 | 2017年12月10日 - 2018年12月03日 | 白         | きっき                 | 栃木県   | ホライズン |
| 瀬名深月       | せなみつき       | 2000年07月09日 | 2018年08月11日 - 2018年10月22日 | 黄色       | みっきー               | 東京都   | ツリー→仮面女子（アーマーガールズ）                                                                                        |
| 一条飛鳥       | いちじょうあすか | 1997年10月08日 | 2018年08月11日 - 2018年08月14日 | 水色       |                        | 千葉県   | ツリー |
| 桑名利瑠       | くわなりる       | 1995年10月12日 | 2017年12月10日 - 2018年08月10日 | 赤         | りーるー               | 大阪府   | オーシャン→仮面女子（アリス十番）                                                                                          |
| 夏希ゆう       | なつきゆう       | 1995年11月23日 | 2017年12月10日 - 2018年07月01日 | 赤         |                        | 埼玉県   | オーシャン |
| 月島みれい     | つきしまみれい   | 1996年07月04日 | 2017年12月10日 - 2018年05月29日 | 水色       |                        | 山形県   | ツリー |
| 桐乃あじさい   | きりのあじさい   | 1999年11月20日 | 2018年03月11日 - 2018年04月03日 | 紫         |                        | 広島県   | ツリー |
| 星乃さくら子   | ほしのさくらこ   | 1994年01月27日 | 2017年12月10日 - 2017年12月13日 | 白         |                        | 千葉県   | オーシャン |
| 魔神子         | まじんこ         |                | ステージデビューせず            | 黒         |                        |          | オーシャン |
| 小鳥ゆとり     | ことりゆとり     |                | ステージデビューせず            | 紫         |                        |          | オーシャン |
| 秋山ゆり       | あきやまゆり     | 1996年06月11日 | ステージデビューせず            |            |                        | 埼玉県   | ツリー |
| 福島静花       | ふくしましずか   | 1998年09月28日 | ステージデビューせず            |            |                        | 東京都   | ツリー |
| 小鳥遊ゆず     | たかなしゆず     | 1996年02月20日 | ステージデビューせず            |            |                        | 岩手県   | ツリー |
| なるせじゅんな | なるせじゅんな   | 2000年01月28日 | ステージデビューせず            |            |                        | 石川県   | ツリー |

### 卒業者（DJ・DJ見習い）
| 氏名         | よみ             | 誕生日         | 活動時期             | 担当カラー | 愛称 | 出身地   | 最終所属ユニット  |
| ------------ | ---------------- | -------------- | -------------------- | ---------- | ---- | -------- | ----------------- |
| 西野慧       | にしのけい       | 2003年03月12日 | ステージデビューせず |            |      |          | DJ                |
| 藤田りりか   | ふじたりりか     | 2005年12月31日 | ステージデビューせず |            |      | 東京都   | DJ                |
| 東堂妃       | とうどうきさき   | 2007年09月26日 | ステージデビューせず |            |      | 千葉県   | DJ                |
| 杉咲乃愛     | すぎさきのあ     | 2001年07月22日 | ステージデビューせず |            |      | 埼玉県   | DJ                |
| 月咲ひなき   | つきさきひなき   | 2010年03月14日 | ステージデビューせず |            |      | 埼玉県   | DJ                |
| 中元ひより   | なかもとひより   | 1998年12月04日 | ステージデビューせず | 白         |      | 香川県   | DJ→仮面女子候補生 |
| 天馬りく     | てんまりく       | 2004年02月12日 | ステージデビューせず |            |      | 埼玉県   | DJ                |
| 山上和香葉   | やまがみわかば   | 1999年08月03日 | ステージデビューせず | 白         |      | 大阪府   | DJ→仮面女子候補生 |
| 橘零桜       | たちばなれお     | 2004年09月07日 | ステージデビューせず |            |      | 神奈川県 | DJ                |
| 野原まり愛   | のはらまりあ     | 1998年12月24日 | ステージデビューせず |            |      | 埼玉県   | DJ                |
| 七瀬きらら   | ななせきらら     | 2004年09月24日 | ステージデビューせず |            |      | 愛知県   | DJ                |
| 夏瀬まつり   | ななせまつり     | 1999年07月03日 | ステージデビューせず |            |      | 長崎県   | DJ                |
| 松野ゆり     | まつのゆり       | 2007年10月27日 | ステージデビューせず |            |      | 東京都   | DJ                |
| 佐伯リサ     | さえきりさ       |                | ステージデビューせず |            |      |          | DJ                |
| 秋山真凛     | あきやままりん   | 1998年01月24日 | ステージデビューせず |            |      | 愛媛県   | DJ                |
| 宇條瀬奈     | うじょうせな     |                | ステージデビューせず |            |      |          | DJ                |
| 藤野陽彩     | ふじのひいろ     | 1996年04月26日 | ステージデビューせず |            |      | 茨城県   | DJ                |
| 橘エレン     | たちばなえれん   | 1999年06月09日 | ステージデビューせず |            |      |          | DJ                |
| 小日向うい   | こひなたうい     | 2002年07月09日 | ステージデビューせず |            |      | 埼玉県   | DJ                |
| 佐々木菜月   | ささきなつき     | 2004年07月15日 | ステージデビューせず |            |      | 長野県   | DJ                |
| 破魔える     | はまえる         | 1993年02月22日 | ステージデビューせず |            |      | 東京都   | DJ                |
| 桜井聖那     | さくらいせいな   |                | ステージデビューせず |            |      |          | DJ                |
| 結城アンリ   | ゆうきあんり     |                | ステージデビューせず |            |      |          | DJ                |
| 桜田しほ     | さくらだしほ     |                | ステージデビューせず |            |      |          | DJ                |
| 菜々瀬乃彩   | ななせのあ       |                | ステージデビューせず |            |      |          | DJ                |
| 双葉日葵     | ふたばひまり     |                | ステージデビューせず |            |      |          | DJ                |
| 柊ヒカル     | ひいらぎひかる   | 1997年04月04日 | ステージデビューせず |            |      | 愛知県   | DJ                |
| 藤白莉碧     | ふじしろりあ     |                | ステージデビューせず |            |      |          | DJ                |
| 新井愛裕     | あらいあゆ       |                | ステージデビューせず |            |      |          | DJ                |
| 吉澤りお     | よしざわりお     | 1997年10月30日 | ステージデビューせず |            |      | 東京都   | DJ                |
| 橋本梨香     | はしもとりか     | 1995年09月30日 | ステージデビューせず |            |      | 大阪府   | DJ                |
| 一ノ瀬みてき | いちのせみてき   |                | ステージデビューせず |            |      | 愛媛県   | DJ                |
| 榎本いちか   | えのもといちか   |                | ステージデビューせず |            |      |          | DJ                |
| 白咲愛美     | しらさきまなみ   | 1995年12月22日 | ステージデビューせず |            |      | 神奈川県 | DJ                |
| 結城春       | ゆうきはる       | 1998年03月29日 | ステージデビューせず |            |      | 静岡県   | DJ                |
| 明里しほ     | あかりしほ       |                | ステージデビューせず |            |      |          | DJ                |
| 時村かりん   | ときむらかりん   |                | ステージデビューせず |            |      |          | DJ                |
| 間宮雪菜     | まみやゆきな     | 1994年11月24日 | ステージデビューせず |            |      | 兵庫県   | DJ                |
| 朝日奈吟芽   | あさひなめい     | 2001年10月11日 | ステージデビューせず |            |      | 千葉県   | DJ                |
| 関口伶       | せきぐちれい     | 1998年03月04日 | ステージデビューせず |            |      | 東京都   | DJ                |
| 大峰彩禾     | おおみねあやか   | 1998年04月24日 | ステージデビューせず |            |      |          | DJ                |
| 神宮寺美弥   | じんぐうじみや   |                | ステージデビューせず |            |      |          | DJ                |
| 白波ゆな     | しらなみゆな     | 1997年05月26日 | ステージデビューせず |            |      | 兵庫県   | DJ                |
| 神田愛子     | かんだあいこ     |                | ステージデビューせず |            |      | 鹿児島県 | DJ                |
| 神宮寺真弥   | じんぐうじまや   |                | ステージデビューせず |            |      |          | DJ                |
| 宮崎ひめの   | みやざきひめの   | 1996年02月08日 | ステージデビューせず |            |      | 鹿児島県 | DJ                |
| 氷室まりあ   | ひむろまりあ     | 2003年03月01日 | ステージデビューせず |            |      | 群馬県   | DJ                |
| 柏内ありさ   | かしわうちありさ | 1997年10月14日 | ステージデビューせず |            |      | 大阪府   | DJ見習い          |
| 磯田らん     | いそだらん       | 2003年08月29日 | ステージデビューせず |            |      | 埼玉県   | DJ見習い          |
| 本田芽依子   | ほんだめいこ     | 2005年02月25日 | ステージデビューせず |            |      | 神奈川県 | DJ見習い          |

## メンバー（west）
※ 2023年03月25日に解散ライブを行い、スリジエWESTは解散となった。

### 天組・雲組
| 氏名 | よみ | 誕生日 | 担当カラー | 愛称 | 出身地 | 備考 |
| ---- | ---- | ------ | ---------- | ---- | ------ | ---- |

### 候補生WEST：ガーデン
| 氏名 | よみ | 誕生日 | 担当カラー | 愛称 | 出身地 | 備考 |
| ---- | ---- | ------ | ---------- | ---- | ------ | ---- |

### 卒業者（スリジエWEST）
| 氏名       | よみ           | 誕生日         | 活動時期                                                     | 担当カラー | 愛称         | 出身地   | 最終所属ユニット                                                                             |
| ---------- | -------------- | -------------- | ------------------------------------------------------------ | ---------- | ------------ | -------- | -------------------------------------------------------------------------------------------- |
| 小夏あみ   | こなつあみ     | 1996年03月19日 | 2017年12月10日-2023年03月25日                                | 薄紫       | あみちゃん   | 大阪府   | 天組、WESTリーダー、元COTO☆COTO CUTEメンバー                                                 |
| 石高ゆめの | いしたかゆめの | 2001年03月07日 | 2017年12月10日-2023年03月25日                                | 白         | ゆめのん     | 大阪府   | 天組、シンセカイヒーロー（活動中）                                                           |
| 雨宮鈴奈   | あめみやすずな | 2006年02月17日 | 2020年11月01日-2023年03月25日                                | 緑         | すず         | 奈良県   | 天組、シンセカイヒーロー（活動中）                                                           |
| 夢波あろは | ゆめみあろは   | 2007年08月01日 | 2022年09月17日-2023年03月25日                                | 黄色       | あろは       | 大阪府   | 雲組、元新生★大阪24区ガールズメンバー→シンセカイヒーロー（活動中）                           |
| 絵里花     | えりか         | 2004年06月29日 | 2018年08月27日-2020年01月26日、2023年02月06日-2023年03月25日 | 水色       | えりか       | 大阪府   | 旧所属名は「桜絵里花（さくらえりか）」、スリジエWEST、シンセカイヒーロー（～2024年07月22日） |
| 秋月莉愛   | あきづきりあ   | 1994年11月02日 | 2018年05月22日 - 2022年12月04日                              | オレンジ   | ガーママ     | 奈良県   | 雲組                                                                                         |
| 葉月にこ   | はづきにこ     | 2007年06月06日 | 2020年01月15日 - 2022年09月11日                              | 赤         | にこちゃん   | 大阪府   | 雲組、元jumpingkissメンバー                                                                  |
| 花瀬さくや | はなせさくや   | 2008年02月15日 | 2019年05月19日 - 2022年08月17日                              | ピンク     | さくや       | 大阪府   | 雲組                                                                                         |
| 三浦 響    | みうらきょう   | 1998年04月30日 | 2019年05月19日 - 2022年06月27日                              | 水色       | きょん       | 大阪府   | 雲組、元Chu-Chuメンバー                                                                      |
| 大山実玖里 | おおやまみくり | 1999年06月17日 | 2017年12月10日 - 2021年12月29日                              | 緑         | みくりん     | 奈良県   | 天組、cerisier                                                                               |
| 志田あんず | しだあんず     | 2000年01月11日 | 2017年12月10日 - 2021年12月29日                              | ピンク     | あんずちゃん | 兵庫県   | 天組                                                                                         |
| 霧島花     | きりしまはな   | 1997年07月26日 | 2017年12月10日 - 2021年12月29日                              | 黄色       | 花ちゃん     | 大阪府   | 雲組、cerisier                                                                               |
| 蔵元カナ   | くらもとかな   | 2002年09月10日 | 2017年12月10日 - 2020年08月15日                              | 白         | カナカナ     | 大阪府   | 雲組                                                                                         |
| 如月ゆあ   | きさらぎゆあ   | 2003年02月17日 | 2019年05月19日 - 2020年07月12日                              | 緑         | ゆあちゃん   | 大阪府   | 天組                                                                                         |
| 天草りんね | あまくさりんね | 2001年05月26日 | 2017年12月10日 - 2020年02月29日                              | 赤         | りんねちゃん | 大阪府   | 雲組、cerisier                                                                               |
| 安斉どれみ | あんざいどれみ | 1996年02月26日 | 2017年12月10日 - 2019年12月30日                              | オレンジ   | どんちゃん   | 神奈川県 | 雲組                                                                                         |
| 柊木海音   | ひいらぎあまね | 2002年12月26日 | 2018年03月12日 - 2019年11月17日                              | 青         | あまね       | 大阪府   | 雲組                                                                                         |
| 吉田うみ   | よしだうみ     | 1999年07月23日 | 2017年12月10日 - 2018年11月17日                              | 水色       | うみちゃん   | 大阪府   | 天組                                                                                         |
| 櫻じゅり   | さくらじゅり   | 1993年11月11日 | 2017年11月30日：活動辞退                                     |            |              | 大阪府   | 天組                                                                                         |

### 卒業者（候補生WEST）
| 氏名         | よみ           | 誕生日         | 活動時期                        | 担当カラー | 愛称 | 出身地 | 最終所属ユニット |
| ------------ | -------------- | -------------- | ------------------------------- | ---------- | ---- | ------ | ---------------- |
| 福原凪奈     | ふくはらなな   | 2000年03月13日 | 2021年09月19日 - 2022年04月16日 | 青         |      | 兵庫県 | ガーデン         |
| 伊達ましろ   | だてましろ     | 1996年09月02日 | 2017年12月10日 - 2021年06月20日 | 白         |      | 大阪府 | ガーデン         |
| 白月美桜奈   | しらつきみおな | 2000年08月03日 | 2019年11月17日 - 2020年08月23日 | オレンジ   |      | 大阪府 | ガーデン         |
| 柊木茉宙     | ひいらぎまそら | 2005年04月27日 | 2018年05月12日 - 2019年11月16日 | 赤         |      | 大阪府 | ガーデン         |
| 宇佐美ともえ | うさみともえ   | 2001年07月22日 | 2018年12月22日 - 2019年09月28日 | オレンジ   |      | 京都府 | ガーデン         |
| 夏目ゆゆ     | なつめゆゆ     | 1995年12月10日 | 2018年01月15日 - 2018年08月16日 |            |      | 京都府 | ガーデン         |
| 工藤さち     | くどうさち     | 1993年05月13日 | 2017年12月10日 - 2018年03月26日 |            |      | 滋賀県 | ガーデン         |
| 一ノ瀬あい   | いちのせあい   | 2003年01月24日 | ステージデビューせず            |            |      | 熊本県 | ガーデン         |

### 卒業者（DJ WEST）
| 氏名         | よみ           | 誕生日         | 活動時期                        | 担当カラー | 愛称 | 出身地 | 最終所属ユニット   |
| ------------ | -------------- | -------------- | ------------------------------- | ---------- | ---- | ------ | ------------------ |
| 穂波なこ     | ほなみなこ     |                | ステージデビューせず            | 白         |      |        | DJ（スリジエWEST） |
| 齊藤莉乃     | さいとうりの   | 2004年03月30日 | 2018年09月04日 - 2018年12月31日 | 白         |      | 愛知県 | DJ                 |
| 柊桜音羽     | ひいらぎおとは |                | ステージデビューせず            |            |      |        | DJ                 |
| 愛沢りんか   | あいざわりんか | 1993年06月13日 | ステージデビューせず            |            |      | 福岡県 | DJ                 |
| 神崎莉音     | かんざきりおん | 2007年01月13日 | ステージデビューせず            |            |      | 三重県 | DJ                 |
| 松永リサ     | ながまつりさ   |                | ステージデビューせず            |            |      |        | DJ                 |
| 巽あずき     | たつみあずき   | 2000年07月13日 | ステージデビューせず            |            |      | 京都府 | DJ                 |
| 吉岡なる     | よしおかなる   | 1994年04月10日 | ステージデビューせず            |            |      | 長崎県 | DJ                 |
| 天音二湖     | あまねにこ     | 2000年05月11日 | ステージデビューせず            |            |      | 大阪府 | DJ                 |
| 小日向ことり | こひなたことり | 1997年05月05日 | ステージデビューせず            |            |      | 大阪府 | DJ                 |
| 小川せりか   | おがわせりか   | 1996年10月20日 | ステージデビューせず            |            |      | 京都府 | DJ                 |
| 真野いずみ   | まのいずみ     | 1995年02月02日 | ステージデビューせず            |            |      | 兵庫県 | DJ                 |
| 奥村みなみ   | おくむらみなみ |                | ステージデビューせず            |            |      |        | DJ                 |

## メディア出演
雑誌
- UNIT Vol2（2018年） - 特集記事掲載

ラジオ
- スリジエStyle（2018年04月 - 2022年08月：FMやまと）
- スリジエWESTのサクラジオ（2020年05月 - 2022年04月：YES-fm）

ネット配信
- ドリームがMORIMORI☆（2017年09月 - 2022年02月：WALLOP放送局）
- プレミアムHR（ホームルーム）（2020年10月 - 2022年01月：WALLOP放送局）